# Midland County (Texas)
Midland County je okres ve státě Texas v USA. K roku 2010 zde žilo 136 872 obyvatel. Správním městem okresu je Midland. Celková rozloha okresu činí 2 336 km².

## Ekonomika
Ekonomika je založena převážně na těžbě ropy, celá plocha okresu je pokryta těžebními věžemi. Na zbytku půdy probíhá rančování a v menší míře pěstování plodin (kvůli suchému podnebí).

## Obyvatelstvo
Počet obyvatel díky těžbě ropy vykazuje setrvalý růst, ceny pozemků jsou zde kvůli přílivu obyvatel vysoké.